# New Albany (Ohio)
New Albany ist eine City im US-Bundesstaat Ohio liegt. Die Stadt befindet sich im Franklin County und Licking County, wobei die größte Fläche im Franklin County ist. Die Einwohnerzahl beträgt 10.933 (Stand: 2019). Die Stadt wurde im Jahr 1837 gegründet und ist heute ein wachsender Vorort der Columbus-Metropolregion.

## Geographie
New Albany liegt nordöstlich von Columbus, der Hauptstadt von Ohio, auf einer Höhe von 312 Metern (1.024 Fuß).
Die Stadt hat eine Fläche von 30,30 km², wovon 29,94 km² Land und 0,36 km² Gewässer sind.

## Geschichte
Das Land wurde im Jahr 1837 von Nobel Landon und William Yantis im Zentrum von Plain Township gegründet. Das Land wurde in Stücke geteilt und erste Siedler verkauft. Möglicherweise kamen die Siedler aus Albany im US-Bundesstaat New York.
Im Jahr 1856 wurde New Albany mit 50 Einwohnern eingetragen und der erste Bürgermeister (S. Ogden) wurde gewählt. Die Wilkins Lumber Mill, später ungenannt zu New Albany Mill, öffnete im Jahr 1881. Im Jahr 1922 wurde mit Mrs. Edward Babbitt zum ersten Mal eine Frau in das Amt des Stadtbürgermeisters gewählt.
Im Jahr 1970 war New Albany viel kleiner als heute. Die erste jährliche New Albany Founders' Day Celebration (New-Albany-Gründer-Tag-Feier) wurde im Jahr 1976 gehalten. Im Jahr 1980 waren 414 Einwohner eingetragen.
Das starke Wachstum in New Albany begann in den 1990er Jahren. Die Ohio State Route 161 und der Zugang zur 161 vom Interstate 270 (Ohio) wurden zu dieser Zeit gebaut.
Im Jahr 2008 wurde die New Albany Mill nach 119 Jahren geschlossen.
Das Modeunternehmen Abercrombie & Fitch hat in New Albany seine Firmenzentrale. Intel Corp kündigte am 21. Januar 2022 an, in New Albany die dann weltweit größte Fabrik für  Computerchips errichten zu wollen.

## Religion
In New Albany gibt es einen beträchtlichen Anteil jüdischer Bevölkerung.

## Persönlichkeiten
- Drew Windle (* 1992), Mittelstreckenläufer